# فوریت هیلز (تنسی)
فوریت هیلز (به انگلیسی: Forrest Hills) یک منطقهٔ مسکونی در ایالات متحده آمریکا است که در شهرستان وین، تنسی واقع شده‌است. فوریت هیلز ۲۷۳ متر بالاتر از سطح دریا واقع شده‌است.